# Navidades animadas
Navidades Animadas es el tercer álbum de estudio de Miliki, en el cual no se narra ninguna historia en sí.
En las Navidades de 2001, tuvo mucho éxito en las listas de discos.
Consiguió dos Discos de Oro.

## Lista de canciones
| N.º | Título                      | Duración |  |
| 1.  | «Navidades animadas»        |          |  |
| 2.  | «Cómo mola la Navidad»      |          |  |
| 3.  | «Sé que es el amor»         |          |  |
| 4.  | «Rodolfo el Reno» (Cover:)  |          |  |
| 5.  | «Faunavidad»                |          |  |
| 6.  | «Me voy para el mar Caribe» |          |  |
| 7.  | «Arbolito de Navidad»       |          |  |
| 8.  | «Copos de Navidad»          |          |  |
| 9.  | «Arre burro arre» (Cover:)  |          |  |
| 10. | «Dulce Navidad»             |          |  |
| 11. | «Llega la Nochebuena»       |          |  |
| 12. | «Din don din dan»           |          |  |
| 13. | «Canción para la Navidad»   |          |  |
| 14. | «Llega ya Santa Claus»      |          |  |

## Intérpretes
- Miliki: Voz y acordeón
- José Morato y Óscar Gómez (productor): Voces y coros
- Looney Tunes: Voces y colaboraciones en todos los temas

### Colaboraciones
- Raúl: en "Sé lo que es el amor"
- Alexis Valdés: en "Arre, burro, arre"
- Ángela Carrasco: en "Me voy para el Mar Caribe"
- Lina Morgan: en "Copos de Navidad"
- Victor Martín Aragón:  en "Rodolfo el reno"
- Manuel Feijóo y Virginia Rodríguez: en "Din Don Din Dan"
- José Luis Perales: en "Canción para la Navidad"
- Alberto Cortez: en "Faunavidad"
- Papá Levante: en "Llega la Nochebuena"

- Datos: Q2889717